# Nicolae Crețulescu
Nicolae Crețulescu est un médecin, franc-maçon et homme d'État originaire de la noblesse roumaine, né le 1er mars 1812 à Bucarest et mort le 26 juin 1900 à Leordeni.

## Biographie
Nicolae Crețulescu étudie la médecine à Paris où il est affilié à la loge « Athénée des Étrangers ». Il traduit en roumain le manuel d'anatomie du médecin français Jean Cruveilhier.
À la suite de l'assassinat de Barbu Catargiu en 1862, Nicolae Crețulescu devient président du Conseil des ministres des Principautés unies de Moldavie et de Valachie, représentant le Parti national libéral. Il occupe cette fonction à trois reprises, de 1862 à 1863, puis de 1865 à 1866, et enfin en 1867. 
Il évite les débats qui agitent l'opinion publique au sujet de la réforme agraire, mais il lance la sécularisation des biens des nombreux monastères roumains, permettant ainsi à des centaines de milliers de paysans de devenir petits propriétaires. Il unifie le système de santé publique, crée la direction générale des archives publiques et institue le Conseil de l'Instruction publique.
En 1866, Nicolae Crețulescu est un des membres fondateurs de l'Académie roumaine, qu'il préside de 1872 à 1873.